# 犬小屋 (江戸幕府)
犬小屋（いぬごや）は、江戸幕府が設置した犬を収容する施設。生類憐みに関する法令が出された5代将軍徳川綱吉政権期に設けられた。「御用屋敷」「御囲（おかこい）」「御犬囲」とも呼ばれ、特に中野に造られた犬小屋は「中野御用御屋敷」とも呼ばれた。犬小屋に収容された犬や、村預けされた犬（#村預け参照）は、当時の史料・記録に「御犬（おいぬ）」と記されており、野犬か飼犬かを問わず、犬小屋に収容されたことで幕府管理の犬となり、将軍の権威を帯びた「御犬」となった。
犬小屋の広さは、中野は16万坪、大久保がおよそ2万5000坪、四谷の犬小屋は1万8928坪7合だった（『東京市史稿』市街篇十二）。若年寄の所管で、中野犬小屋の作事総奉行・米倉昌尹は若年寄に昇進して、犬小屋支配を命ぜられ、元禄11年（1698年）2月14日には4人いた若年寄のうち本多正永が中野の犬小屋の専任担当となり、本多の退任後は同じく若年寄の久世重之が宝永2年（1705年）9月29日から犬小屋を管掌した（「常憲院殿御実紀」）。
かつて、犬小屋設置は「犬を溺愛した将軍綱吉が、江戸中の野良犬を養うよう強要した政策」とされてきた。しかし一方で、伝通院門前町付近の町人が周辺一帯の相当数の犬を犬小屋へ移送することを請願したように、犬小屋の設置が歓迎されていたことを示す文書も少ないながらも存在し、生類憐れみの令の見直しも進み、犬小屋は犬同士または犬と人とのトラブルを回避するために野犬を収容する施設と解釈されるようになっている。

## 設置

### 喜多見村の御用屋敷
当初犬小屋は、武蔵国多摩郡世田谷領喜多見村（現：東京都世田谷区）にあった側用人・喜多見重政の陣屋（『新編武蔵風土記稿』第七巻）の敷地内に設けられた。喜多見は犬支配役を担当していたが、元禄2年（1689年）2月に綱吉への背信行為によって喜多見氏が断絶した後、この地は天領となり、犬小屋係下役が配置された（竹内秀雄「喜多見の犬小屋」『世田谷』第二十一号）。元禄6年2月の「武州喜多見村御用屋鋪諸色御入用帳」（『竹橋余筆』別集収録）によれば、当時は喜多見村の幕府の御用屋敷がこの周辺の天領支配の拠点となっており、ここに40匹ほどの犬が収容施設で飼育されていた。この御用屋敷内に、正月から12月までの354日間に1万3878匹の犬が預けられた。病気の犬や子犬のための「介抱所」「看病所」「寝所」のほか、陣屋役所・門番所・台所・舂屋・鶏部屋・鶏遊び所などがあった。犬に餌を与え、急病の犬が出た場合には犬医者を呼び寄せて薬を処方していた。中間16、7人が介護にあたり、養育のためには約5728人の人手を要した。
御用屋敷の入用項目として、「重キ病犬」「病犬」「村預り御犬」を介抱するために必要な食料や薪・蝋燭・筵・菰などが記載され、その総額は銀3貫738匁4分5厘（金換算で62両1分余）となった。それ以外にも、
- 重病の犬には、生魚は焼くか、味噌汁の中に入れて煮るかして、毎日朝夕ご飯とともに食べさせる
- 鰹節は村預かりの犬が病気になって食欲がない時に食べさせるものであるので百姓方へ渡しておく
- 夏のうち子犬に虫がついた場合には油をつけて櫛で取る

など、養育方法も具体的に示されていた。手代や下役人が御囲内の巡回や犬医者の呼び寄せなどの業務を担当し、その諸経費は1日1匹当たり米3勺3才と銀2分7厘であった。

### 大久保・四谷の犬小屋
幕府は、大久保・四谷・中野に犬小屋を新設した。喜多見村の御用屋敷が主に病犬を収容したのに対して、ここに収容された犬は飼い主のいない無主犬が中心だった。これは、犬小屋への収容が病犬・子犬の保護から、野犬対策へと比重を移していったと考えられている。
元禄8年（1695年）3月に、幕府は千駄ヶ谷村（現：東京都渋谷区・新宿区）に犬小屋の建設を決定し、同月30日に普請を担当する奉行として、御側の米倉昌尹と藤堂良直が、助役として松平利直（加賀国大聖寺藩主）が任命された。
四谷犬小屋の建設地として、千駄ヶ谷村の柳沢保明（柳沢吉保）の屋敷が召し上げられ、御用地として1万8928坪7合が元禄8年4月5日に引き渡された（『東京市史稿』産業篇第八）。柳沢吉保には代地として武蔵国豊島郡駒込村（現・東京都文京区・豊島区）の土地4万7000坪が与えられ、その一部が後の六義園となる。同時に大久保村（現・東京都新宿区）地内のおよそ2万5000坪の土地にも犬小屋が建設された。
普請を命じられた大聖寺藩は元禄8年に毎日5000から6000人の人足を出して、2万坪余の敷地に長さ40間の小屋を多数建設した。当初は幕府から犬小屋の建設であることを隠すよう指示され、普請に携わった者たちからも誓詞を取り隠密に実施するように命じていた。
犬小屋の竣工後、普請に尽力した者たちは、幕府から同年6月1日と2日に時服などが下賜された。また竣工前の5月23日、元禄6年（1693年）9月の鷹遣い停止で鷹狩が廃止になったことで職を解かれた5人の鷹匠が寄合番に役替えとなり、犬小屋の支配となった。子犬の繁殖を防ぐため、主に江戸中の牝犬を収容したが、2年余りで四谷犬小屋は廃止され、犬はかねてより建設が進められていた中野犬小屋に移された。

### 中野の犬小屋

現在の中野区役所前には、かつて一帯が「お囲い」であったことを伝える碑と犬の銅像が設置されている。

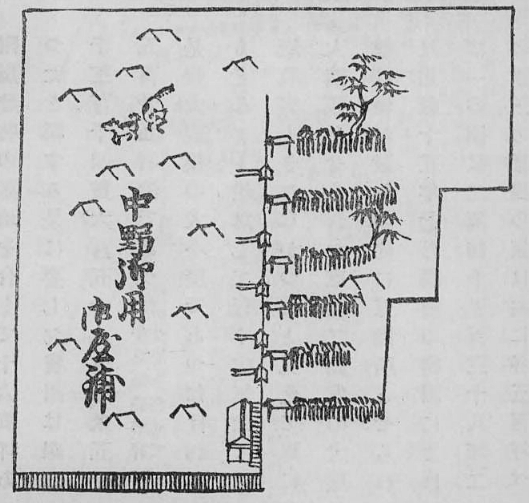
中野犬小屋、元禄9年

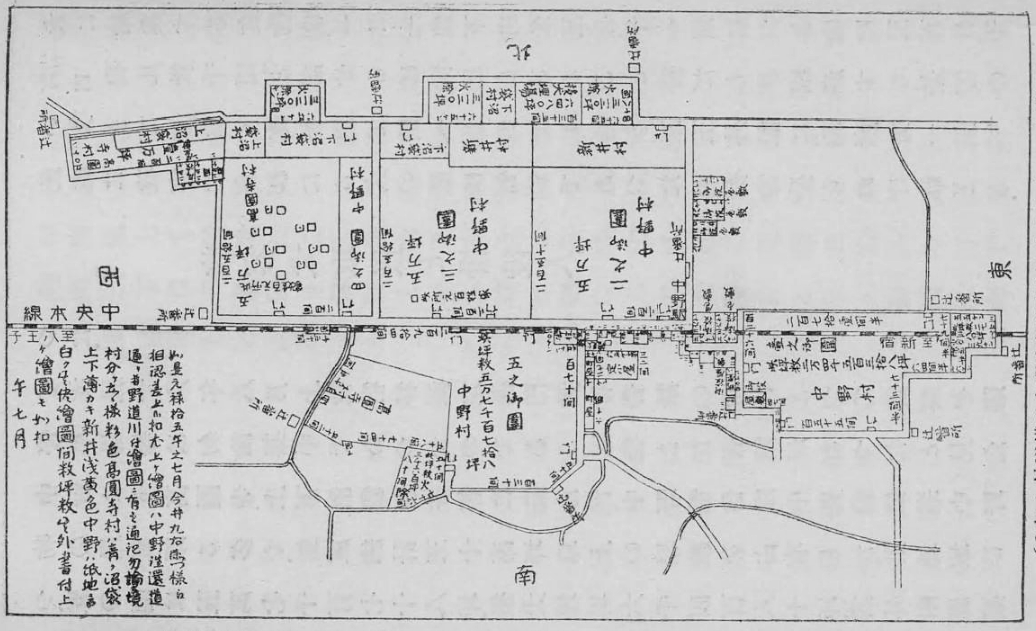
中野犬小屋、元禄15年。便宜的に中央線を描き加えた図

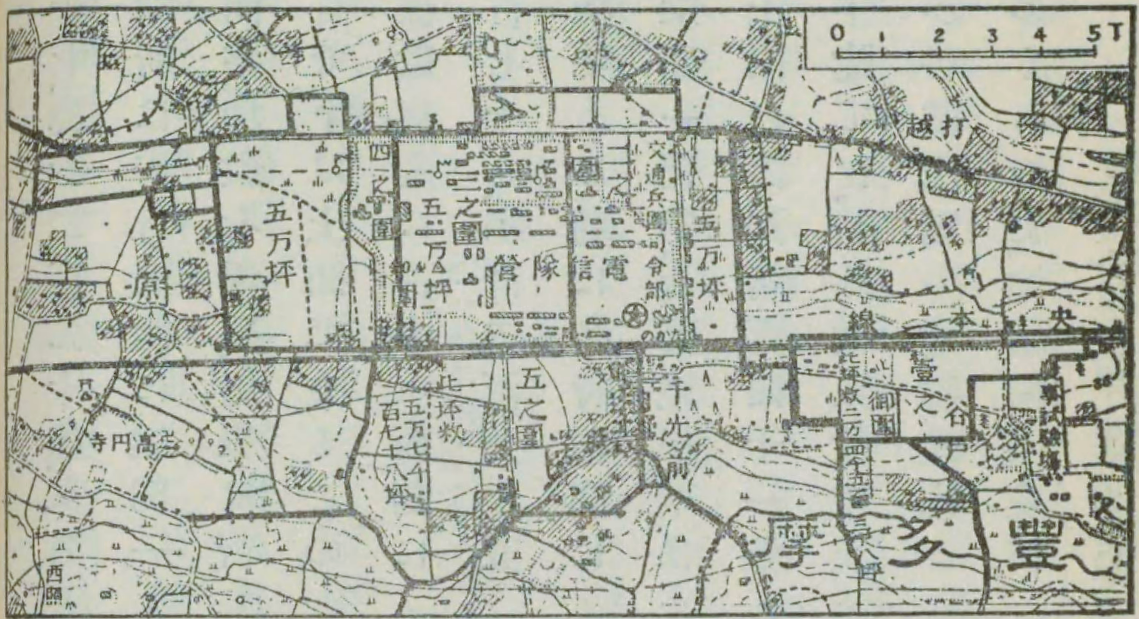
中野犬小屋、元禄15年。太線が犬小屋囲い。 一之囲から五之囲まであり、計22.5万坪弱

元禄8年10月に中野の犬小屋建設を開始。普請担当の奉行は御側の米倉氏と藤堂氏、助役に津山藩主・森長成と丸亀藩主・京極高或が任命された。森長成は11万坪、京極高或は5万坪を担当し、江戸より西に1里（約4キロメートル）離れた中野の田園に、土居を築き、柵を建て、小屋を造った。
犬小屋用地は、中野村の百姓82人と宝仙寺から田畑・屋敷・芝地合わせて反別23町5反4畝10歩、坪数でいえば7万630坪の土地を御用地として収公して犬小屋の建設地とした（中野村「御用地ニ渡候田畑書貫帳」（堀江家文書C七六））。元禄15年5月の「中野村亥・子両年御用地相渡候反別之覚」（堀江家文書C77）では元禄8、9年の両年で百姓61名と宝仙寺から田畑反別48町9反、14万6717坪収公されたことが記されており、元禄9年には中野村からさらに田畑反別25町3反6畝7歩を御用地として幕府に引き渡したこととなる。「犬小屋御囲場絵図」（堀江家文書S一、元禄10年4月25日作成）によれば、元禄8年には17万9156坪、翌年には10万2330坪の土地で普請が行われ、道路分としてそれぞれ1万1095坪と5071坪も造成された。増築後の元禄12年（1699年）年当時、犬小屋・餌飼部屋等は290棟（7,250坪）あった。
犬小屋全体の御用地は29万7652坪におよび、中野村だけでなく周辺の高円寺村（現・東京都杉並区）などの土地も収公された。
『徳川実紀』元禄8年10月29日条では中野の犬小屋が落成したので大久保の犬小屋担当だった比留間正房にその管理を命じ、11月9日条では寄合番の沢奉実も担当を命じられた。そして、風呂屋方・賄方・小普請手代組頭・細工所同心・寄合番下役・小石川御殿番同心組頭・掃除組頭などの役人11人が配下に置かれた（「柳営日次記」）。同9年正月29日には納戸同心・腰物同心・賄方・細工方・寄合組などから7人が新たに下役人に任じられた（「柳営日次記」）。
同年11月13日条には、中野の犬小屋が完成し、江戸の町から集めた犬を10万匹収容、同月29日条には小納戸の落合道富や石原安種が中野犬小屋の奉行になり、役扶持300俵と同心15人が付けられたと記されている。同年12月15日には森氏や京極氏をはじめとする関係役人が褒美を与えられた（『徳川実紀』第六篇）。
「改正甘露叢」によれば、歩行目付（徒目付）8人と小人目付10人が「当分賄（とうぶんまかない）」として当面の間中野犬小屋の御用を担当し、5人の役人が「当分注進役」を命じられてその連絡役となった。そして中野犬小屋に収容された犬の餌代はその周辺地域から徴収する方針が示された。元禄8年12月22日に、喜多見村の犬小屋に配属されていた小普請の医師2人が中野の犬小屋担当となり、俸禄を賜った（「常憲院殿御実紀」）。この後も、鷹狩が廃止されたことによって廃職となった鳥見職の者が幾人も犬小屋担当へと異動となった（「改正甘露叢」）。ほか、病犬のために、柳沢吉保が抱え医師・丸岡某と幕府小普請組医師林宗久に役扶持を与え、犬小屋侍を命じた。
元禄8年12月7日に丹波国宮津藩藩主・奥平昌成が、来春に増築を完成させるよう、その手伝いを命じられ（「柳営日次記」）、志摩国鳥羽藩藩主・松平乗邑と石見国津和野藩藩主・亀井茲親も手伝いを命じられた。元禄10年（1697年）4月には犬小屋とその周辺道路を含めておよそ29万坪余に増築された。同時に四谷の犬小屋は廃止されて中野に一本化させることになり、同年6月22日の町触で四谷犬小屋の解体工事の入札希望者が募られた（『江戸町触集成』三三一七号）。

### 中野犬小屋の構造
犬小屋は、5つの「御囲場」に分けられ、「壱之御囲」が3万4538坪、「弐之御囲」「参之御囲」「四之御囲」がそれぞれ5万坪、「五之御囲」が5万7178坪、総面積24万1716坪であった（「犬小屋御囲場絵図」。白橋聖子・大石学「生類憐みの令と中野犬小屋」東京学芸大学近世史研究会編『近世史研究』第四号」）。
「元禄九年江戸図」に描かれた「中野御用御屋敷」では、周囲は柵で囲まれ、6つに仕切られた内部は各入口に竹矢来と門が設けられ、門を入ると散らばった犬小屋12棟と役所とみられる建物1棟がある。
支配勘定を務めた大田南畝が寛政12年（1800年）にまとめた『竹橋余筆』に収録された帳簿「元禄九子年中野・四谷・大窪御用屋敷新規修復御勘定帳」には、中野の犬小屋の拡張・修復工事経費が記されていた。元禄9年（1696年）の時点で、
- 1棟25坪の犬部屋・犬餌飼部屋 - 290棟[注釈 4]、敷地面積10万坪
- 1棟7坪5合の日除け所 - 295棟[注釈 5]、敷地面積10万坪
- 1棟6坪の日除け所餌飼所 - 141棟半
- その他、子犬養育所 - 459か所、役人居宅 - 8か所、御犬小囲舂屋（つきや）、御役屋敷4ヵ所、御用屋敷長屋4棟・食冷まし所5棟・冠木門8か所・医師部屋・医師居宅・女犬養育所・御側衆・御目付衆・奉行小屋・玄関書院・釜屋・井戸・厩・米蔵・塩蔵・味噌蔵・火の見櫓・冠木門

などがあった。総面積は20万坪超だったが、「子犬養育所」は「御用屋敷の3ヵ所の元御囲内に造った」とあり、5つの御囲のうち3つを解消してその跡地に養育所が造成されていため、当時の犬小屋は東の御囲4万坪と西の御囲6万坪に分かれて運用されていた。御犬部屋には1部屋ごとに長さ7寸・幅3寸5分・厚さ7分の檜の番号札が取り付けられ、広囲いの御犬部屋用に299枚、小囲い御犬部屋用に40枚が用意された。この年には修復のため、大工5万7000人余が駆り出され、工事費用総額は2314貫658匁余（金3万8577両余）と米5529石余となった。
養生のため犬を河原や野辺へ連れ出すこともあり、夜間には手代や下役人が「御囲」内を巡回し警備していた。

### 京都の犬小屋
元禄11年8月の町触で、京都の町に「疲犬」や病犬が多くいたため、従来から申し渡しているように養育し、病犬や子犬などは檻を拵えて収容するように命じた（『京都町触集成』一七一号）。同年9月26日の触書でも、子犬や病犬などは小屋を作って保護するように申し渡されている（『京都町触集成』一七八号）。

## 犬の収容
大久保・四谷・中野の犬小屋の完成後、江戸中の犬を全て捕らえ、犬小屋への収容を開始した。四谷の犬小屋では元禄8年5月25日から開始され、同年6月3日の江戸の町触では、「人に荒き犬」を収容しているので、「人に荒き犬」がいたならば町奉行所に書面をもって届け出るようにと申し渡していた（『江戸町触集成』三二一八号）。中野犬小屋への犬の収容は元禄8年11月24日から開始された（『正宝事録』八五四号）。
犬の捕獲を担当したのは小人目付だった。元禄13年（1700年）7月12日の町触では犬を追う小人目付の周囲に集まった見物人が、うまくいっている時は褒め、失敗すると嘲笑するため、目付衆は町奉行に犬移しの際には番人を出して人払いをするよう依頼した（『江戸町触集成』三六三七号）。
小人目付が捕獲した犬を、犬小屋まで移送するのは町人の負担だった。犬小屋への犬の移送は、駕籠によるもののほか、刺子に抱え込む、馬車で運ぶなどした。町名や「御用犬」と書かれた幟を立て、それぞれの町名主が人足に付き添って中野まで犬を移送することになり、四谷口から中野までの2里余の道路は行き交う隙間がないほどであった（田中休愚著『民間省要』）。宝永3年（1706年）8月17日、代官支配地の市ヶ谷薬王寺前町（現・東京都新宿区）の徳兵衛は、町内の母犬2匹と子犬12匹を明後日の19日に中野犬小屋へ移送することを命じられ、その際に勘定奉行の荻原重秀・石尾氏信・中山時春・戸川安廣は、代官の雨宮勘兵衛に犬の移送を要請した（「竹橋蠧簡（ちっきょうとかん）」「宝永三戌年書状留」）。このように、犬移送の決済は、江戸の町であっても代官支配地であれば勘定奉行から代官を通じて行われた。
収容された犬数は、
- 中野の犬小屋には約8万2000匹余の犬が収容された - 「政隣記」元禄8年12月6日条[41]
- 中野犬小屋へは毎日30匹から50匹くらいの犬が収容された - 『鸚鵡籠中記[注釈 8]』元禄9年6月12日条[41]
- 中野や大久保の犬小屋に収容されていた犬の数は元禄8年10月には4万2108匹、元禄9年6月が4万8748匹 - 元禄10年の町奉行所の書上（『正宝事録』八五四号、『江戸町触集成』三二九五号[6][7][41]）
- 不日に十万頭に及ぶといへり（日ならずして十万頭を数えた） - 『徳川実紀』[37]

となる。町中で飼われている犬は、下屋敷や領地へ移したければ遠慮なく送り、犬小屋でも引き取る旨が申し渡され（『御当家令条』五一五号）、元禄10年7月18日の町触では江戸の町々に「残犬」や「紛犬」の犬数を調査するよう命じ（『江戸町触集成』三三三二号）、同16年10月の町触では無主犬が多く集まって町内の人々や道路往来の者たちの支障になっていたため、町奉行所に届け出るように申し渡した（『江戸町触集成』同三八二九号）。

## 設置理由
犬小屋が設けられた理由は、江戸の町中に犬が増えすぎたために発生した問題を解決するためと考えられている（冒頭参照）。綱吉が元禄6年（1693年）に放鷹制度を全面的に廃止したことから鷹の食餌用の犬の需要が無くなったこと、犬を食べる習俗があったかぶき者が大量検挙されて食犬の習慣も廃れたことで、江戸の町中や近郊では野良犬が増え、野犬が捨子を捕食するという事態も起きていた。
しかし、根崎光男や山室恭子は犬愛護令を出してもそれが守られず、かえって犬を殺し虐待する町人が増えてきたため、幕府自ら犬殺しを未然に防止し、病犬・子犬・捨て犬を保護するための犬の収容施設を造ることになったと考えている。犬小屋設置は都市問題としての野犬収容や狂犬病の対策としても機能した。犬小屋への犬収容の直前にあたる元禄8年10月に、子犬を捨てた辻番が引き回しの上、浅草で斬首刑・獄門になっている（『御仕置裁許帳』六八六号）。これは、法令を守らない町人たちへの見せしめ効果を強く意識しての措置だと山室は考えている。
山室恭子はさらに、綱吉の側用人・柳沢吉保の日誌「楽只堂年録」元禄十六年十二月六日条に「御城下民間にて養へる犬」を中野犬小屋に収容して養育し、餌代は「犬の元主」より出させたとあることから、飼い犬の収容施設だったという説を提唱している。この説に対し根崎は、「御城下民間にて養へる犬」がペットとしての飼い犬とは限らず「食物を与えることを命じられた無主犬や病犬・子犬」も含まれたのであろうと考えている。餌代を供出させられた「犬の元主」という記述も、犬小屋の維持費用が江戸の町々から公役の賦課単位である小間を基準に徴収されたことから、江戸町人の多くが「犬の元主」に該当するとしている。
四谷での犬の収容が開始された当初、町触では「人に荒き犬」を収容しているとあり、ただの無主犬ではなく獰猛な犬の収容が目的で、都市問題としての野犬対策の色彩が強く、人と猛犬との対立激化を避ける狙いがあった。塚本学も、江戸の町に横行する多数の犬が町民とのトラブルを発生させていたことから、野犬公害への対策として犬の収容所を造ったと考えている（『生類をめぐる政治』、平凡社ライブラリー）。同時に、四谷の犬小屋へ江戸の雌犬を全て収容するという記録もあり、犬の繁殖を阻止する目的もあった（「残嚢拾玉集」『加賀藩史料』第五篇）。
しかし、田中休愚は犬小屋に収容された犬の養育のむごさやその餌となる米穀調達の困難さなど矛盾に満ちた犬小屋運営を嘆き（『新訂民間省要』）、『三王外記』には「是に於て群狗相闘ひ、或ひは傷つき、或ひは死す。奴之を救ふて亦た傷つく者あり」と書かれた。
また、犬の殺害・虐待を防ぐという目的に反し、中野の犬小屋が設置された後に小石川馬場のほとりに2匹の白い子犬が捨てられていたため、捨て犬への詮議を厳しくするよう通達がなされた（『柳営日次記』元禄八年十二月二十一日条、）。翌9年8月に犬を斬った者が2名捕まり、1人は遠島、もう1人は市中引き回しの上、浅草で斬罪となった（『元禄宝永珍話』巻一）。

## 経費
幕府は、中野の犬小屋に必要な経費はすべて江戸町人から徴収することとし（「政隣記（せいりんき）」、『加賀藩史料』第五編）、元禄8年11月13日に、犬小屋に収容された犬の餌代は移送してきた町々から拠出させ、その詳細は追って知らせるという町触を出した（「甘露叢」）。犬小屋のための経費は、
- 江戸の中野に大規模な犬屋敷が建設され、毎日2万人の人足を必要とし、これにより駄賃馬が不足してその値段が高騰した - 『鸚鵡籠中記』元禄8年10月16日条[29]
- 中野犬小屋へは毎日30匹から50匹くらいの犬が収容され、犬の餌は1日当たり50俵におよんだ - 同元禄9年6月12日条[41][47]
- 犬小屋建設に際して大八車を出すように命じ、町々より出した車の賃銭として一輌につき500文ずつ支給するという町触が出された - 『江戸町触集成』三二二四号[29]
- 無主犬を養育した中野の犬小屋では、犬担当の役人や犬医者を必要とし、多額の経費がかかった - 「久夢日記」（『近世風俗見聞集』第一収録[29]）
- 中野の犬小屋には8万2000匹余の犬が収容され、犬1匹の餌代は1日当たり米2合と銀2分。合計すると、1日につき銀16貫目余、1年間で金9万8000余両 - 「政隣記」元禄八年十二月六日条『加賀藩史料』[5][41][47]
- 元禄8年11月、相模国高座郡羽鳥村（現・神奈川県藤沢市）の村民が、建設資材となる唐竹・「ない竹」合計1150本を、中野の犬小屋までの15里（約60キロメートル）を馬で運んだ。その経費は合計銭13貫400文となった - 『藤沢市史』第三巻・資料編[2]
- 元禄8年、武蔵国多摩郡上清戸村（現・東京都清瀬市）が、中野犬小屋の囲垣のために植竹6110本を納品。翌9年春、その代金9両3分と銀13匁5分を受領し、竹を掘った数量に応じて村人に配分された。この記録を書き残した人物は、中野犬小屋の造成について百姓地を無駄に使い、金銭の無駄遣いにもなったと批判的に見ていた - 「村野氏年代記」『清瀬市史』[2]
- 犬小屋の入用米はこれまで江戸町人の請負で調達されてきたが、量が膨大なため不足するようになったので、代官・伊奈忠順が担当となり、1ヵ月に近所の代官所入用米800俵を3回に分けて納めることになった - 「天享吾妻鏡」元禄十一年十月二十四日条、『東京市史稿』市街篇第十三[47]

など、莫大な維持費用がかかった。これ以外に、狼よけのため、毎夜、御用屋敷や多摩川対岸の小机領村々（現・神奈川県川崎市など）で空砲の鉄砲を打っており、この筒薬や火縄の代金も要した。これらの経費は、幕府勘定所賄いで全額が公費から支出されていた。
元禄9年5月18日の町触で、町奉行の能勢頼寛は勘定奉行・稲生正照立ち会いのもと、犬小屋の維持費用として江戸の町々から上納金を徴収することを申し渡した（『江戸町触集成』三二三〇号）。これを「御犬上ケ金」または単に「上ヶ金」といい、同年7月の町触で小間1間につき金3分の割合で賦課し、1町ごとに上納金をまとめ、1年分を2回に分けて納入することになった（『江戸町触集成』三二三四号）。
しかし、翌10年5月18日、町奉行・川口宗恒は「御犬御入用上ケ金」を3分の2に減額、1小間につき金2分に変更することを命じた（『江戸町触集成』三三〇七号）。そして元禄16年（1703年）12月7日には前月23日に発生した元禄地震で町中が困窮しているためにこの年の「御犬上ケ金」は全額免除、すでに上納した分は返却された（『江戸町触集成』三八三七号）。翌年の宝永元年（1704年）6月14日にも地震の影響で「上ケ金」は免除された（『江戸町触集成』三九一五号）。徴収が全て停止されたのは、綱吉の死後、中野の犬小屋が撤去された後だった（「改正甘露叢」二『内閣文庫所蔵史籍叢刊』四十八）。

### 犬扶持
中野犬小屋の普請や修復のために徴収されたのが「犬扶持」（いぬぶち）で、江戸周辺農村に高100石当たり1石の割合で賦課され、米や金銭だけでなく、豆・藁・菰などさまざまな物品でも徴収された（『徳川太平記』）。
- 犬小屋の資材に使う矢来用の竹木が村高に応じて割り付けられ、中野の犬小屋まで村役人が付き添われて運搬された - 『民間省要』[52]
- 相模国高座郡羽鳥村では、元禄8年11月に唐竹など1150本を、中野までの15里の道のりを12貫800文の駄賃を払って運び納入したと村役人が藤沢役所に報告した - 『藤沢市史』第三巻資料編[52]
- 武蔵国多摩郡上清戸村では、元禄8年に中野の犬小屋の囲垣を造成するための植竹6110本を拠出。翌9年に金9両3分と銀13匁5分を代金として幕府から受け取り、竹納入の割合に応じて村民に分配した - 「村野氏年代記」『清瀬市史』[52]
- 元禄12年（1699年）2月、武蔵国入間郡三ツ木（みつぎ）村（現・埼玉県狭山市）は、藁と菰の上納を命じられたが、現物ではなく「永二五文五分」の現金を納入した - 『入間市史』近世史料編[48]

## 村預け
幕府の犬の保護政策の一環として、犬小屋以外に預けて養育する制度もあった。この制度は元禄5年以前からすでにあり（元禄6年2月の「武州喜多見村御用屋鋪諸色御入用帳」）、これは中野の犬小屋運営の際にも採り入れられた。この制度は、犬小屋を補完し、より多くの犬を保護することを目的として、中野村をはじめとする周辺村落に犬が預けられた。この村預けの費用として、宝永3年（1706年）から同5年までに幕府が払った養育料は3万5000余両となった。
犬小屋の拡張を終了した段階から収容されていた犬を積極的に江戸周辺農村に預け、それに伴い犬小屋を縮小していった（白橋聖子・大石学「生類憐みの令と中野犬小屋」東京学芸大学近世史研究会編『近世史研究』第四号」）。

### 御犬養育金
中野の犬小屋の犬を村落に預ける制度は元禄12年ごろから開始したと考えられ、犬を預けられた村落には1か月に1匹当たり銀2匁5分（1年間で金2分）の「御犬養育金」が支給された。給付は毎年春と冬の2度になされ、春の分はその年の10月から翌年3月までの、冬の支給分は翌年4月から9月までの費用に充当するというように、前倒しでの支給だった。支給される犬の養育金が重要な収入源となり、暮らしに欠かせなくなっていた村落もあった。
武蔵国入間郡山口領では、下北野村の三郎兵衛、町谷村の次兵衛、上勝楽寺村の吉兵衛、下勝楽寺村の伊兵衛、上藤沢村の十郎右衛門の5人が中野犬小屋の役人から「御犬御用」の世話役を命じられた。彼らは、この御用にかかる賄金を犬1匹当たり銀2匁4分ずつ養育金の中から受け取っていた（大舘右喜「生類憐愍政策の展開」『所沢市史研究』第三号）。
元禄13年から犬を預かった中藤村では、下記のような細かい誓約をさせられた（『武蔵村山市史』資料編・近世）。
- 百姓の務めに支障をきたさない
- 病犬を大切に扱って役所の指示に従う
- 犬同士が喧嘩をしたらすぐに引き離す
- 通行中の者や近村の者には預かり犬を粗末にさせない
- 狼に襲われないように用心する
- 預かり犬が死んだ場合には毛色・預かり主・死亡時刻を書き付けて報告する
- 犬が行方不明になったら徹底的に探し発見したら報告する
- 犬の養育金は確実に養育者各自へ渡す
- 中野犬小屋役人の犬改めを受ける
- 養育金受け取りの際は名主や村役人が養育者各自から印鑑を預かって金銭を受け取る
- 金を受け取った者はすぐに帰村して養育金を銘々に渡す
- 犬の養育ができなくなった場合には役所に報告する
- 犬が生まれたら大切にして役所に報告する
- 預かった犬や来犬などが怪我をした場合は大切に扱う
- 犬小屋から預かった犬を密かに他村へ預けない

しかし、徳川綱吉の死後、犬小屋の廃止が決まり、犬の村預けも停止。「村預け」を担当した関係諸村は、前渡しで支給された「御犬養育金」の返還を命じられた。

## 解体
宝永6年（1709年）正月の将軍徳川綱吉の死によって中野犬小屋も撤去されることとなった（『宝永日記』宝永六年一月十八日条）。『新編武蔵風土記稿』によれば犬小屋の土地はもともと中野村の百姓・郷右衛門のもので、元禄8年（1695年）に収公されたが、犬小屋の解体によって元の持主に返された。
一方で、「御場御用留（おんばごようどめ）」では、犬小屋の土地が御用地となっていたのは元禄8-9年から代官・細井九左衛門が担当していた8年間だけで、その跡地は代官・今井九右衛門勤役の元禄15年に百姓に返されたと記されている。犬小屋の御用地として土地を召し上げられた期間は中野村の農民はその面積に応じて年貢を免除されたが、土地が村落に返却されたあとは年貢課税の対象地に戻っていった（白橋聖子・大石学「生類憐みの令と中野犬小屋」『近世史研究』第四号）。
中野犬小屋は元禄9年の段階で御囲の大半が機能せず、御用地も農民に返却されていき、元禄12年からは犬の村預け（「#村預け」の節を参照）が進められていた。つまり、綱吉の存命中から犬小屋は大幅に縮小され、犬の村預け政策に変更されていった。根崎光男は、犬小屋に収容した犬の養育の困難さ、江戸町人の「御犬上ヶ金」上納への不満の高まりが、犬小屋の早期の解体の原因であったと考えている。
中野の犬小屋に収用されていた犬たちのその後は、史料には残されていない。綱吉の死後の徳川家宣政権の生類憐み政策への対応についての表明文書第3条では、犬小屋の解体に伴い犬は「片付ける」方向で処理されるとされていた。「文昭院殿御実紀」宝永六年正月二十日条にも「中野に設置犬舎も停廃すべけれども、これもよろしくはからふべし」とあるだけで、具体的な犬の処置について記されていない。
中野村では、小屋の犬は「分散」するようにと命じられ、村々で預かっている犬についてもそのようにすることが申し渡されたことから、犬は追い払われて散り散りになった可能性が高いと根崎光男は考え、山室恭子は設置から13年を経たことから犬たちは天寿を全うしたのではないかとしている。
中野の犬小屋の跡地には8代将軍徳川吉宗の時代に、桃の木が植えられ、茶屋なども作られ、桃園の地名として残されている。また、かつて犬小屋があった場所に建てられた中野区役所の前には、複数の犬の像が設置されている。